# Mastklimmen (sport)

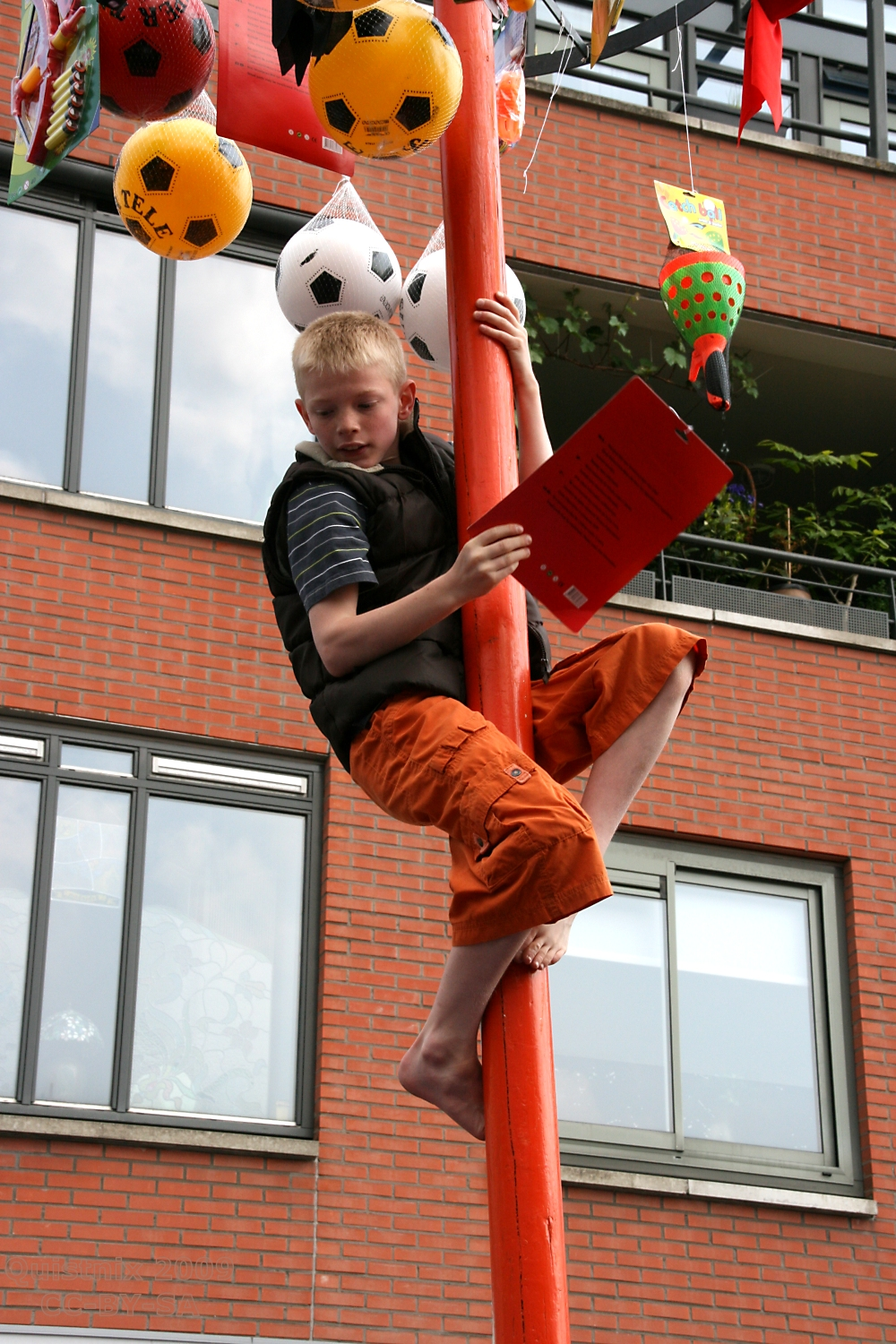
Mastklimwedstrijd tijdens Koninginnedag 2009 in Nederland

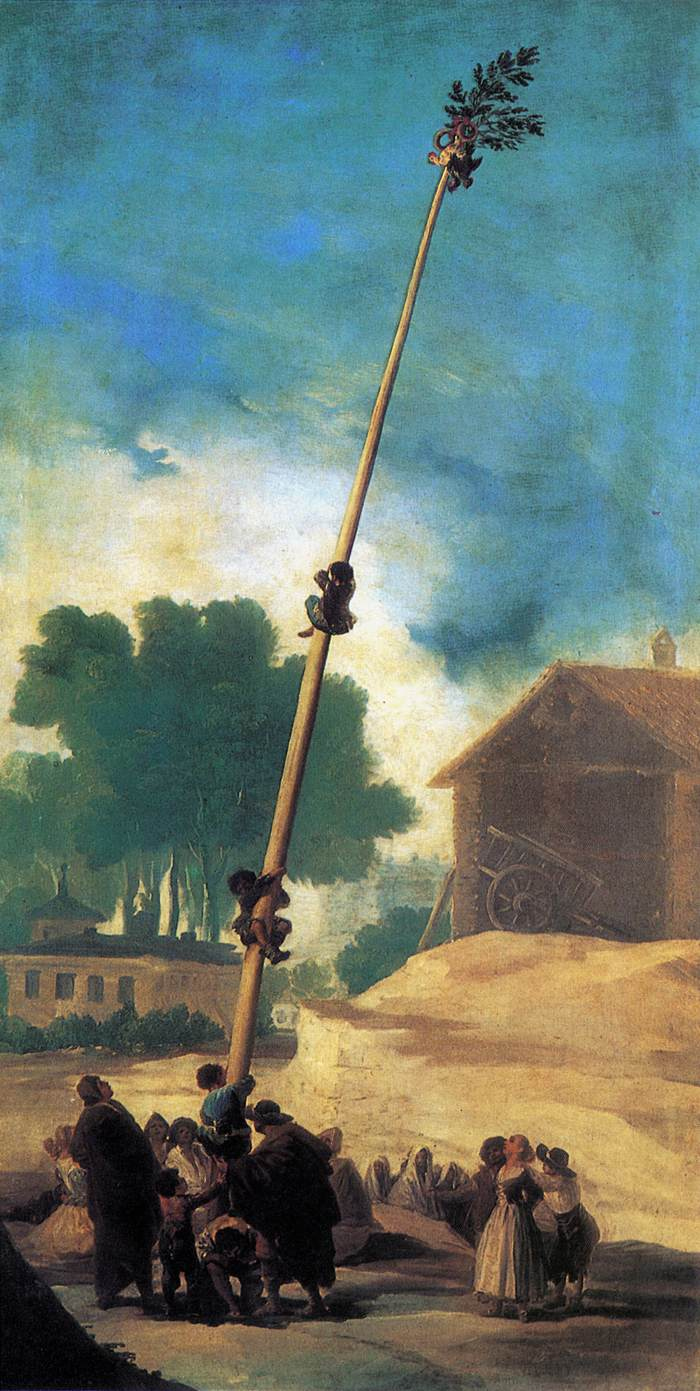
La Cucaña (de boom van luilekkerland of de ingevette klimpaal), Francisco Goya, 1786-1787

Mastklimmen is een sport die in diverse landen sinds eeuwen wordt beoefend.

## Historie
Het mastklimmen bestaat al honderden jaren als sportieve activiteit in diverse landen met een scheepstraditie. Een van de eerste gedocumenteerde wedstrijden betrof die in de Belgische stad Gent waar al in 1497 een wedstrijd werd gehouden waarin een in het water staande paal diende te worden beklommen en bovenin in een "husekin" de daaraan bevestigde kroon diende te worden aangeraakt. Ook werden mastklimwedstrijden georganiseerd tijdens de Vredefeesten in Antwerpen in 1559. In mei 1668 werd een mastklimwedstrijd te Brussel gehouden ter ere van het Viktoriefeest. De klimmers moesten bovenaan de paal aangekomen er een stuk vlees of spek afhalen. In Nederland is een mastklimwedstrijd bekend tijdens de feestelijke opening van de spoorlijn Harlingen-Leeuwarden. Op 14 oktober 1863 werd in Leeuwarden de wedstrijd gehouden. In Friesland waren vooral de schippers van de Skûtsjes bedreven in het mastklimmen.

## Wedstrijden heden
In Nederland worden traditioneel in de provincie Friesland nog steeds mastklimwedstrijden georganiseerd waarbij de mast nog steeds een originele Skûtsjesmast is. Sinds 1968 worden de Open Friese Kampioenschappen Mastklimmen gehouden in Akkrum. Behalve de officiële wedstrijden wordt de activiteit ook nog steeds geregeld beoefend als onderdeel van een festiviteit als Koninginnedag, een braderie of volksfeest.

## Paalklimmen
Het mastklimmen is gerelateerd aan het paalklimmen. Het verschil zit in de diameter van hetgeen waar men tegenop klimt. Een paal is aanzienlijk dunner dan een mast, waardoor de klimmer hem met de handen kan omvatten. Bij een mast is dat niet mogelijk en moet meer met de benen gewerkt worden.

## Trivia
- Ook de Luilekkerlandsmast (paal of boom) moet worden beklommen, zie Luilekkerland.
- Het oprichten van de mast heeft overeenkomsten met het oprichten van de meiboom.